# التأنيث بالعلاج الهرموني
التأنيث بالعلاج الهرموني، يُعرف أيضًا باسم العلاج بالهرمونات المحولة للأنوثة، علاج هرموني ومصحح للجنس يُستخدم لتغيير الصفات الجنسية الثانوية لدى الأشخاص المتحولين جنسيًا من ذكور أو زنمردة إلى إناث. يعد نوعًا شائعًا من العلاج الهرموني المحول جنسيًا (يعد التذكير بالعلاج الهرموني نوعًا آخر منه) ويستخدم لعلاج النساء المتحولات جنسيًا والأفراد غير الثنائيين المتحولين جنسيًا لإناث. يأخذ بعض الأشخاص ثنائيي الجنس هذا النوع من العلاج أيضًا، وفقًا لاحتياجاتهم وتفضيلاتهم الشخصية.
يتمثل الغرض من العلاج في إحداث تطور في الصفات الجنسية الثانوية للجنس المرغوب به، مثل الثديين والنمط الأنثوي لتوزع الشعر والدهون والعضلات. لا يستطيع هذا العلاج أن يلغي العديد من التغييرات الناتجة عن البلوغ الطبيعي، وقد تتطلب الجراحة والعلاجات الأخرى لعكس اتجاهها. تشمل الأدوية المستخدمة للتأنيث بالعلاج الهرموني: هرمون الاستروجين ومضادات الأندروجين والبروجستيرون ومعدلات الهرمون المطلق لموجهات الغدد التناسلية (معدلات الهرمون المطلق لموجهة الغدد التناسلية).
رغم أن العلاج غير قادر على محو آثار البلوغ الأول للشخص (إذا حدث)، ثبت أن تطور الصفات الجنسية الثانوية المرتبطة بجنس الفرد يخفف بعضًا من الضيق والانزعاج المرتبط باضطراب الهوية الجندرية، إن لم يكن كله، ويمكن أن يساعد الشخص أن «يتحول» أو يُرى بجنسه الصحيح. يؤثر إدخال الهرمونات الخارجية في الجسم على كل المستويات ويبلّغ العديد من المرضى عن تغيرات في مستويات الطاقة والمزاج والشهية وأمور أخرى. يتمثل الهدف من العلاج في تحسين نوعية الحياة من خلال تزويد المرضى بجسم أكثر انسجامًا مع هويتهم الجنسية.

## الاستخدامات الطبية
- لإحداث تأنيث و/أو إزالة الذكورة لدى النساء المتحولات جنسيًا والأفراد غير الثنائيين المتحولين لإناث.
- لإحداث تأنيث و/أو إزالة الذكورة لدى الأشخاص ثنائيي الجنس.

## الشروط
يعمل العديد من الأطباء وفقًا لنموذج معايير الرعاية (إس أو سي) التابع للجمعية المهنية العالمية لصحة المتحولين جنسيًا (WPATH)، ويشترطون تلقي العلاج النفسي ووجود خطاب توصية من معالج نفسي قبل حصول الشخص المتحول جنسيًا على العلاج الهرموني. يعمل بعض الأطباء الآخرين وفقًا لنموذج الموافقة المستنيرة وليس لديهم شروط للعلاج بالهرمونات المحولة للجنس بخلاف الموافقة. تباع الأدوية المستخدمة في العلاج الهرموني المحول للجنس بدون وصفة طبية على الإنترنت من خلال صيدليات الإنترنت غير الخاضعة للتنظيم الرقابي، وتشتري النساء المتحولات جنسيًا هذه الأدوية ويعالجن أنفسهن باستخدام طريقة «افعلها بنفسك» أو التداوي الذاتي. يناقش العديد من المتحولين جنسيًا العلاج الهرموني بطريقة افعلها بنفسك ويتبادلون المعلومات على مجتمعات ريديت مثل مجتمع TransDIY أو MtFHRT. من أحد أسباب لجوء العديد من المتحولين جنسيًا إلى العلاج الهرموني بطريفة افعلها بنفسك هو قوائم الانتظار الطويلة التي تمتد إلى سنوات قبل تلقي العلاج الهرموني القياسي المعتمد على طبيب في بعض أنحاء العالم مثل المملكة المتحدة، بالإضافة إلى التكاليف المرتفعة للطبابة والمعايير التقييدية التي تجعل البعض غير مؤهل للعلاج.
تختلف إمكانية الحصول على العلاج الهرموني المحول جنسيًا في جميع أنحاء العالم ومن دولة إلى أخرى.

## الأدوية
تُستخدم مجموعة متنوعة من الأدوية الهرمونية الجنسية في التأنيث بالعلاج الهرموني لدى النساء المتحولات جنسيًا. وتشمل هذه الأدوية: هرمون الاستروجين لتحريض التأنيث وكبح مستويات هرمون التستوستيرون، ومضادات الأندروجين مثل مناهضات مستقبلات الأندروجين، ومضادات موجهات الغدد التناسلية، ومعدلات الهرمون المطلق لموجهة الغدد التناسلية، ومثبطات مختزلة الألفا 5 لمقاومة تأثيرات الأندروجين مثل التستوستيرون؛ والمركبات البروجستيرونية ذات الفعالية المحتملة والفائدة غير المؤكدة. يمثل الجمع بين هرمون الاستروجين ومضاد الأندروجين الدعامة الأساسية للتأنيث بالعلاج الهرموني للنساء المتحولات جنسيًا.